# Fujiwara no Tadahira
Fujiwara no Tadahira (藤原忠平; 880 – 9 settembre 949) è stato un nobile e poeta giapponese waka del primo periodo Heian.
È conosciuto anche come Teishin-Kō (貞信公) e Ko-ichijō Dono (小一条殿). Servì come reggente per gli imperatori Suzaku e Murakami tra il 930 e il 949.
Dopo la morte prematura del fratello maggiore Tokihira, prese in carico il governo imperiale e attuò una riforma politica chiamata Engishiki. Durante il regno dell'imperatore Suzaku, fu nominato reggente (sesshō) e poi cancelliere (kampaku). Successivamente, rimase al potere per molto tempo fino ai primi giorni dell'imperatore Murakami. Si dice che fosse in buoni rapporti con Sugawara no Michizane, che si era opposto a suo fratello Tokihira.

## Biografia
Tadahira era un kuge (nobile giapponese), membro del clan Fujiwara, una delle Cinque case reggenti (五摂家?, go-seike o go-sekke), era il figlio del reggente Fujiwara no Mototsune e sua madre era la principessa Soshi. I fratelli di Tadahira erano Fujiwara no Tokihira e Fujiwara no Nakahira. L'imperatore Suzaku e l'imperatore Murakami erano i nipoti materni di Tadahira.
Tadahira assunse la guida del ramo Hokke del clan Fujiwara nel 909 quando suo fratello maggiore Tokihira morì.
Era sposato con Minamoto no Junshi (源順子), figlia dell'imperatore Uda con cui ebbe un figlio, Fujiwara no Saneyori, noto anche come Ononomiya Dono (小野宮殿), kampaku per l'imperatore Reizei (967–969) e sesshō per l'imperatore En'yū (969–970). Era anche sposato con Monamoto no Shōshi (源 昭子), figlia di Minamoto no Yoshiari, dalla quale ebbe diversi figli.

## Carriera
Durante l'era Kanpyo (889 - 898) fu promosso al quinto grado junior grado inferiore (従五位下?, ju go-i no ge), e fu nominato jiju (ciambellano), servendo contemporaneamente come governatore ad interim (gon no kami) della provincia di Bingo, incarico che gli fornì una parte delle entrate fiscali per sostenerlo senza dover lasciare la capitale.
Nel 900 sposò la principessa Nobuko, figlia dell'imperatore in pensione Uda, che pare lo tenesse in grande stima. Anche il fatto che fosse figlio o nipote dei precedenti reggenti favorì certamente la sua ascesa. Aveva almeno una concubina, una figlia del Fujiwara no Tsunekuni.
All'inizio dell'era Engi fu promosso a jusanmi (従三位?, Terzo grado junior) e nominato chunagon (vice-consigliere di stato), in qualità di sovrintendente del Kurōdo-dokoro (ufficio del ciambellano).
Seguì un continuo innalzamento gerarchico, tra cui incarichi di consigliere, nomina a governatore provvisorio della provincia di Bizen (905) e nel 908 nomina a consigliere del Consiglio di Stato (sangi) insieme a tre incarichi di direttore, tutti relativi a la sicurezza personale della "maestà celeste". Alla morte del fratello Tokihira (909) divenne il capo del clan Fujiwara, e quindi anche il patrono del tempio di famiglia Kōfuku-ji a Nara.
Dopo essere stato promosso a dainagon nel 911, due anni dopo fu nominato comandante della guardia interna sinistra. Nel 914 diventa ministro della destra (udaijn). Nel 924 fu nominato a sadaijin (ministro della sinistra) e promosso a shō ni-i	(正二位?, Secondo grado senior). Nel 927, portando avanti la grande opera del defunto Tokihira, completò l'Engi-kyaku-shiki, una raccolta di regolamenti e procedure governative che miravano, tra le altre cose, a una migliore riscossione delle tasse.

## Reggenza
Fujiwara no Tadahira fu nominato reggente (sesshō) per il principe ereditario Hiroakira, che aveva 7 anni, nel 930 da Daigo-tennō che aveva abdicato. Il futuro Suzaku-Tennō era il terzo figlio dell'imperatore Daigo e della principessa Yasuko, una sorella biologica di Tokihira. I due principi ereditari più anziani Yasuaki e Yoshiori erano morti giovani e si credeva fossero caduti preda dello spirito vendicativo (urami) di Sugawara no Michizane. Si dimise dalla reggenza dopo il raggiungimento della maggiore età dell'imperatore Suzaku nel 941, ma per editto imperiale gli fu affidata la gestione continua degli affari di corte e fu nominato cancelliere (kanpaku).
Quando l'imperatore Murakami salì al trono nel 946, continuò a governare come cancelliere. Ormai era vecchio ed era incline alle malattie ma fu convinto a non dimettersi. Nel 949 la sua malattia si aggravò e morì; aveva 68 o 69 anni. È stato elevato postumo a shō ichi-i	(正一位?, Primo grado senior) e gli è stato dato il nome Teishinko.

## Poesia
Il suo diario Sadanobu Koki è il più antico diario di un nobile di corte e racconta gli sviluppi durante l'istituzione del governo della reggenza.
Tredici sue poesie sono state selezionate nelle antologie imperiali, la prima apparizione è nel Gosen Wakashū. Una sua poesia è stata selezionata per l'Ogura Hyakunin Isshu di Fujiwara no Teika:
(Hyakunin isshu n.26)